# Ormianie

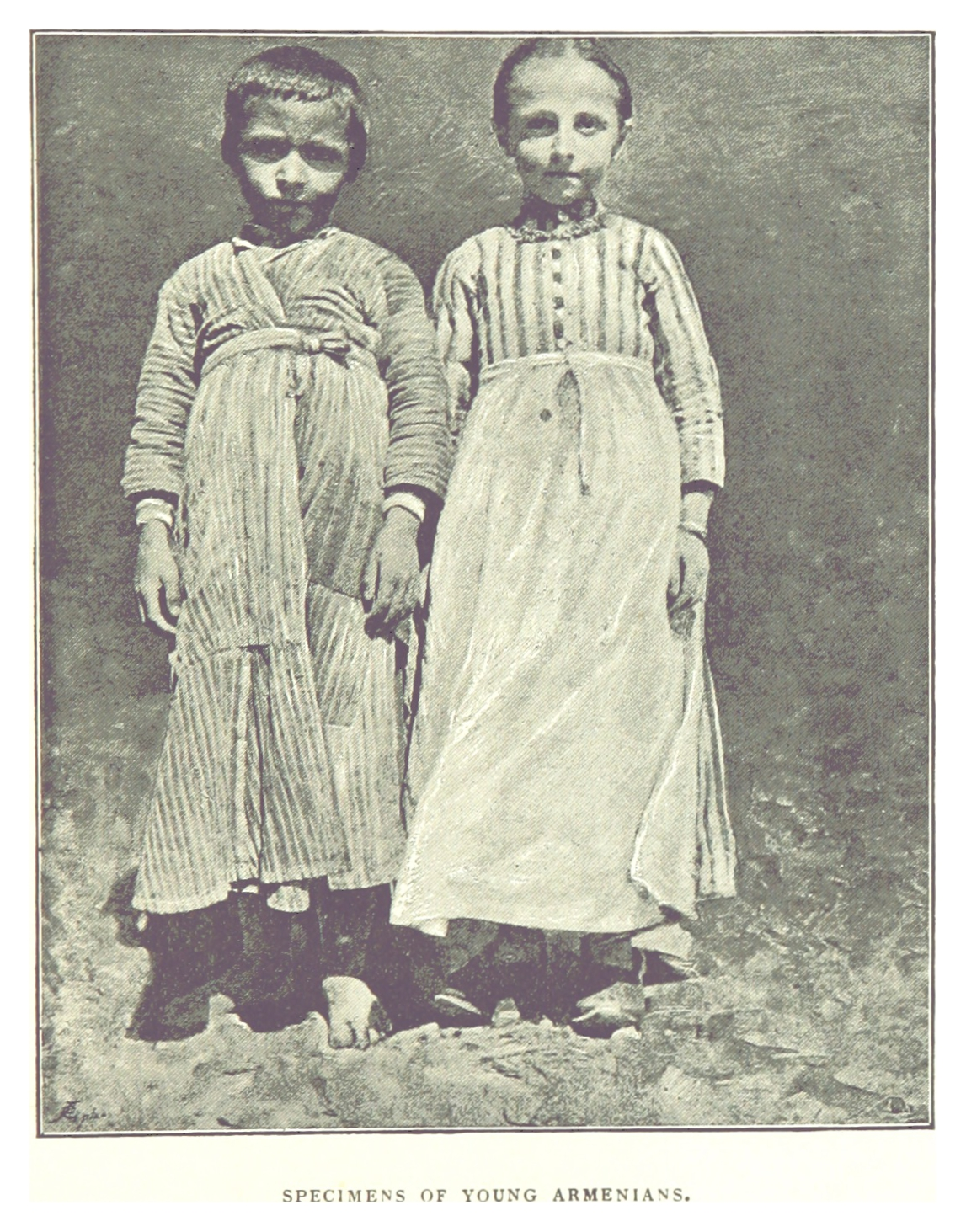
Dwoje ormiańskich dzieci, 1893

Ormianie (orm. Հայեր, Hajér) – naród indoeuropejski zamieszkujący początkowo obszar Zakaukazia i Wyżyny Armeńskiej, posługujący się językiem ormiańskim. W wyniku wielowiekowych emigracji z terenów rdzennych etnicznie oraz ludobójstwa dokonanego przez Turków u schyłku XIX (masakry hamidiańskie) i na początku XX wieku (ludobójstwo Ormian), częściowo rozproszeni, tworzą 10-milionową diasporę. Jednym z filarów tożsamości Ormian jest przynależność do jednego z trzech głównych Kościołów ormiańskich. Ormianie to starożytny naród, mający prawie 2500-letnią historię. Jednocześnie to najstarszy chrześcijański naród na świecie – chrzest przyjęli w 301 r. n.e.

## Ormianie a Armeńczycy
Chociaż w języku polskim funkcjonuje określenie „Armeńczycy”, to jednak na określenie narodu właściwa jest forma tradycyjna – „Ormianie” – ukształtowana w czasie wielowiekowej obecności Ormian na terenach Polski. Formę „Armeńczycy” należy stosować wyłącznie na określenie obywateli Republiki Armenii.

## Religia
Wyróżnia się trzy nurty Kościołów ormiańskich:
1. Apostolski Kościół Ormiański (Narodowy), na który składają się cztery patriarchaty:
  - Eczmiadzyn – Armenia
  - Antilias – Liban
  - Konstantynopol – Turcja
  - Św. Jakuba – Jerozolima
2. Kościół katolicki obrządku ormiańskiego – siedziba patriarchatu w Bzommar – Liban.
3. Ormiański Kościół Ewangelicki – zbiorcza nazwa licznych ormiańskich denominacji protestanckich.

Mała grupa Ormian żyjąca głównie w Turcji znana jako Hemshin wyznaje Islam w jego sunnickiej wersji.

## Literatura ormiańska

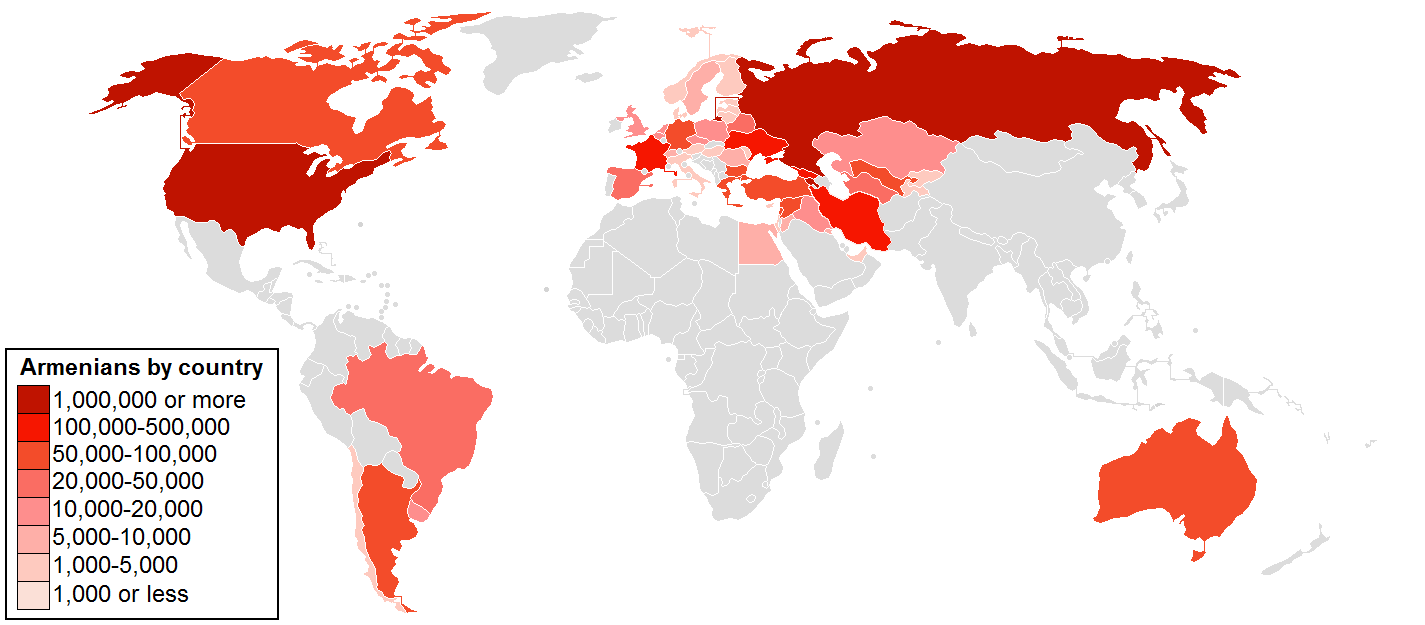
Diaspora ormiańska

## Sztuka ormiańska
Sztuka ormiańska rozwijała się już od IV w. i nawiązywała do bizantyjskiego kręgu kulturowego. W starożytności powstały też ważne dzieła historyczne i poetyckie (Agathangełos, Buzandaran Patmutiunk, Łazarz z Parpi, Ełisze — Elizeusz, itd). Wcześniej uważano, że najstarsze ormiańskie tradycje historyczne spisane zostały w Historii Armenii Mojżesza z Chorenu, jednak późniejsze odkrycia wskazują, że datuje się ona na koniec VIII lub początek IX w.

## Muzyka ormiańska
Starożytna i średniowieczna muzyka ormiańska była jednogłosowa. Jej głównymi nurtami były śpiewy ludowe, pieśni gusanów i pieśni sakralne. W liturgii kościelnej ważną rolę odgrywają tzw. szarakany (czyli hymny), z których najstarsze pochodzą jeszcze z V w. Popularna stała się grupa System of a Down. Artyści tego zespołu są pochodzenia ormiańskiego, łączą elementy metalu, rocka i muzyki ludowej Armenii, w swoich tekstach niejednokrotnie podejmują kwestie ludobójstwa Ormian w 1915 r.

## Kuchnia ormiańska
Kuchnia ormiańska wpisuje się w tradycję kuchni starożytnej Azji. Istnieje od ponad trzech tysięcy lat. Pomimo klęsk, wraz z kulturą i religią zachowały się tradycje kuchni narodowej Ormian. Jest ona bardzo różnorodna i aromatyczna. Nazwy niektórych potraw wywodzą się z połączenia nazwy samej potrawy i naczynia, w którym ją przyrządzano.
Przygotowanie potraw wymaga dużo wysiłku i jest czasochłonne. Inną cechą kuchni ormiańskiej jest ogromna waga przywiązywana do kolejności przygotowania, która najbardziej objawia się w wyrobach cukierniczych (np. wielowarstwowa pachlawa lub gatha), tzn. całą pracę dzieli się na kilka części, w których przygotowuje się mniejsze składniki, a dopiero później łączy się je w jedną całość. W bardzo szczególny sposób przyrządza się również potrawy mleczne (np. spas, kathnow) oraz zupy z dodatkiem mięsa mielonego. Sekret tkwi w kolejności przyprawiania potraw.
W kuchni ormiańskiej bardzo ważną rolę odgrywają szaszłyki, chleb ormiański (lawasz), a także warzywa i owoce, bowiem wykorzystuje się je do wyrobów konserwowanych lub suszy.

## Święta ormiańskie
Kalendarz Kościoła ormiańskiego oparty jest na kalendarzu gregoriańskim. Jedynie Ormiański patriarchat Jerozolimy używa kalendarza juliańskiego.
Rachuba lat w Kościele ormiańskim  zaczyna się od 7 grudnia 552 r., czyli od II synodu w Dvin i nosi nazwę: Wielkiej Ery Armenii.

### Nor Tari (Nowy Rok)
W XVII wieku, za pontyfikatu Katolikosa Simeona Jerewanckiego 1 stycznia został przyjęty za pierwszy dzień Nowego Roku. Jednak już dużo wcześniej w różnych częściach Armenii dzień ten był obchodzony jako początek Nowego Roku. 31 grudnia spożywana jest w Armenii tradycyjna, noworoczna kolacja. Przy stole zbiera się cała rodzina, zaś wraz z przywitaniem Nowego Roku głowa rodziny podnosi toast życząc całej rodzinie pomyślności w nadchodzącym roku. Po złożeniu życzeń następuje rozdanie prezentów spod choinki. W tym dniu goście są szczególnie mile widziani.

### Surb Cnund (Dzrorhneq) 6 stycznia (Boże Narodzenie)
Boże Narodzenie jest jednym z najważniejszych świąt Kościoła Ormiańskiego. Obchodzi się je 6 stycznia jako Narodziny i Chrzciny Jezusa. Między  1 a 6 stycznia w domach zostawia się płomyk na znak jedności między Nowym Rokiem a Bożym Narodzeniem. W Kościele Apostolskim już 5 stycznia podczas mszy podaje się promyk światła. Natomiast 6 stycznia po mszy w wodach Jordanu obchodzi się symboliczne Chrzciny Syna Bożego, pod nazwą „dzrorhneq” (święcenie wody). Podczas tej ceremonii kapłan umieszcza w wodzie krzyż i dodaje krople „meronu” (mikstura przygotowana z oleju wielokwiatowego). Następnie święconą wodę rozdaje wśród wszystkich wiernych.

### Trndez
13 lutego obchodzi się w Armenii Trndez (Tiarn Aradż – Tirodżn endaradż: Witanie Pana). Tego dnia wieczorem ludzie palą ogniska i skaczą nad ogniem, w taki sposób jakby wyrzucają problemy, choroby itp. do ognia w ten sposób oczyszczają się zarówno duchowo jak i fizycznie. Owa tradycja przetrwała jeszcze z czasów przedchrześcijańskich. Po chrzcie Armenii (301) r. owa tradycja przetrwała, przekształciła się jednak w uroczystość Witania Pana.

### Wardananc Ton (Święto Wardananc)
W roku 451 u brzegów rzeki Txmut w wiosce Awarajr, miała miejsce bitwa pod Awarajr. W obronie ojczyzny i świętej wiary oddali życie niemal wszyscy ormiańscy żołnierze wraz z dowódcą armii, Wardanem Mamikonianem. W ten sposób dołączyli do grona świętych, a rocznicę  bitwy włączono do kalendarza Ormiańskiego Kościoła Apostolskiego.
Święto Wardananc obchodzi się pierwszego tygodnia Barekiendana (początek wielkiego postu) pierwszego tygodnia w czwartek (tzw. tłusty czwartek). „Wardananc Ton” jest nie tylko obchodzony jako święto kościelne, lecz jest również świętem państwowym. W tym dniu organizowane są uroczystości patriotyczne.

### Cechaspanutjan Zoheri Hishataki (Dzień poświęcony pamięci Ofiar Ludobójstwa)
Co roku 24 kwietnia tysiące Ormian udają się na poderewańskie wzgórze Cicernakaberd, by oddać hołd ofiarom ludobójstwa Ormian.

### Cachkazard
Siódma niedziela wielkiego postu nazywana jest Cachkazardem. Kościół ormiański uznaje ten dzień za pamiątkę przywitania w Jezusa w Jerozolimie gałązkami drzewa oliwnego. Dawniej przystrajano tego dnia kościoły gałązkami drzew, natomiast współcześnie gałązki są błogosławione i rozdawane wśród wiernych.

### Surb Zatik (Harutjun) (Zmartwychwstanie)
Jedno z najważniejszych świąt kościelnych. W dniu Surb Zatik świętuje się zmartwychwstanie Jezusa Chrystusa.
Tradycją towarzyszącą temu świętu jest malowanie jajek. Jajko maluje się czerwonym barwnikiem. Według świętego Grzegorza z Tatev jajko jest symbolem świata. Skorupa zewnętrzna jest metaforą nieba, białko – wody, żółtko – ziemi. Zaś czerwony barwnik przypomina, że cały świat został ocalony krwią Chrystusa.

### Surb Hambardzman (wiczaki) Ton (Święto Wniebowstąpienia)
Po czterdziestu dniach Zmartwychwstania świętuje się wniebowstąpienie Chrystusa. Ten dzień również jest znany pod nazwą „losowania dobrej przyszłości”.